# 1967 في السويد
فيما يلي قوائم الأحداث التي وقعت خلال عام 1967 في السويد.

## سياسة

### تعيين في المنصب
- 29 سبتمبر – أولوف بالمه وزير التعليم والعلم [الإنجليزية]‏.

## مواليد

### يناير
- 3 يناير – ماغنوس غوستافسون لاعب كرة مضرب سويدي.
- 21 يناير – أولف ستينلوند لاعب كرة مضرب سويدي.
- 23 يناير – ماغدالينا أندرسون

### فبراير
- 20 فبراير – كريستر ألجارده لاعب كرة مضرب سويدي.

### مارس
- 4 مارس – مايكل اندرسون درّاج طريق سويدي.
- 20 مارس – يوناس ثيرن لاعب كرة قدم سويدي.

### يوليو
- 19 يوليو – كريستيان برغستروم لاعب كرة مضرب سويدي.
- 24 يوليو – إليزابيث ماسي فريتز محامي سويدي.

### أغسطس
- 24 أغسطس – يان إيريكسون لاعب كرة قدم سويدي.

### أكتوبر
- 6 أكتوبر – كينيث أندرسون لاعب كرة قدم سويدي.
- 17 أكتوبر – ديفيد إنجل لاعب كرة مضرب سويدي.

### مايو
- 26 مايو – جيدون ستالبرغ (مواليد 1908) لاعب شطرنج سويدي.

### يوليو
- 8 يوليو – كارل كيمبي (مواليد 1884)
- 31 يوليو – بينغت بيرغ (مواليد 1885)

### أكتوبر
- 23 أكتوبر – آينار كارلسون (مواليد 1909) لاعب كرة قدم سويدي.